# Герб Керетаро
Герб штату Керетаро — герб Мексиканського штату Керетаро.
Герб є зображенням легенди про завоювання Мексики. За деякими літописцями того часу, коли іспанці вели битву проти корінних жителів Мезоамерики, відбулося повне затемнення сонця. Під час астрономічного явища з'явився святий покровитель Іспанії Сантьяго-ель-Майор, також відомий як Сантьяго Матаморос, і Святий Хрест.

## Історія

Щит віце-королівства Сантьяго де Керетаро з королівським гербом у клейноді за часів правління Карла III

1665 року герб був подарований іспанською короною місту Керетаро, а пізніше 29 вересня 1712 року він був затверджений короною. Герб був змінений мешканцями міста через кілька років після здобуття Мексикою незалежності.
1979 року був прийнятий Декрет, який встановив нові характеристики герба, а 2015 року набув чинності «Закон про герб, прапор і гімн Керетаро», який регулює зовнішній вигляд герба і затвердив офіційне затвердження прапора Керетаро.

## Опис
Щит перетято та напіврозтято. Перше пурпурове поле містить затемнене золоте сонце, увінчане золотим хрестом в присутності двох срібних зірок у верхніх кутах. Це поле представляє затемнення, під час якого з'явилися і апостол, і хрест. У нижньому лівому полі розміщено зображення апостола, одягненого у військовий одяг і сидячого на білому коні. В одній руці апостол тримає меч, а в іншій — штандарт іспанської королівської влади. У правому нижньому полі зображено виноградну лозу з виноградом і п'ять колосків пшениці, що символізують родючість землі Керетаро.
Пізніше були додані герб і прапори Мексики, як символ інтеграції Керетаро в Мексиканську федерацію. Символи війни, такі як гармати, кулі та пучки стріл, були додані до нижньої частини щита, нагадуючи про важливість Керетаро у військовій історії Мексики, особливо в опорі Другій мексиканській імперії.